# Finály György
Kendi Finály György (Kolozsvár, 1874. április 24. – Budapest, 1920. október 5.) orvos, magyar királyi népfelkelő százados-orvos, a Stefánia szegény gyermekkórház sebészfőorvosa, a Budapesti közúti és helyiérdekű vasutak főorvos-helyettese, az Erdélyi Múzeum-Egyesület alapító, a királyi orvosegyesület s több tudományos és társadalmi egyesület rendes tagja.

## Életpályája
1897-ben Kolozsváron szerezte meg orvosi diplomáját. 1898–1904 között Davida Leó professzor mellett a kolozsvári kórbonctani tanszékén dolgozott. 1901 körül Budapesten telepedett le. 1904–1916 között Budapesten a Tauffer szülészeti klinikán (I. sz. szülészeti klinikán) tanársegéd volt. 1916–1920 között a Vendel utcai gyermekmenhely (budapesti Állami Gyermekmenhely) orvosa, illetve a Stefánia Gyermekkórház sebész-főorvosa volt.
Számos értekezése jelent meg az orvosi szaklapokban.

### Családja
Szülei: Finály Henrik (1825–1898) egyetemi nyilvános, rendes tanár és Sebesi Anna (1846–1929). Három testvére volt: Finály Lajos (1870–1935) főfelügyelő, Finály Gábor (1871–1951) régész, tanár és Finály István (1876–1947) vízépítő mérnök.
Temetésére a Fiumei úti sírkertben került sor. Sírja a 26. parcellában volt, felszámolták.

## Művei
- Gyermekápolás és gyermekvédelem (Budapest, 1905)